# Anselmo Gouthier
Anselmo Gouthier (Roreto Chisone, 19 giugno 1933 – 1º novembre 2015) è stato un politico italiano, esponente del Partito Comunista Italiano e già parlamentare europeo.
È stato eletto alle elezioni europee del 1979 per le liste del PCI. È stato vicepresidente della Delegazione per le relazioni con la Jugoslavia, membro della Commissione per i bilanci e della Commissione per il controllo di bilancio.
Ha aderito al gruppo parlamentare "Gruppo Comunista e Apparentati".